# ツフル人
ツフル人（ツフルじん）は、アニメ『ドラゴンボールZ』ならびにその派生作品に登場する架空の人種。初出は『ドラゴンボールZ』第20話（『改』第7話）「よみがえるサイヤ人伝説!悟空のルーツ」にて界王が悟空に語ったサブエピソード。原作者の鳥山明がサイヤ人編のアニメオリジナルエピソードのために用意した設定の1つであり、原作漫画『ドラゴンボール』には登場しない。後にファミリーコンピュータソフト『ドラゴンボールZ外伝 サイヤ人絶滅計画』をはじめとするゲームやOVA、アニメ『ドラゴンボールGT』などにも登場し、サイヤ人とツフル人の因縁の対決がメインエピソードの1つとして描かれている。

## 概要
地球の10倍の重力がある惑星プラントに住んでいた異星人。身長は平均的なサイヤ人や地球人の約半分程度。高度な文明を持ち、あるとき惑星プラントに漂着したサイヤ人たちの移住を許可した。少数民族であるサイヤ人は当初は原始的な種族だったが、数百年の間に恐るべき戦闘力に加え次第に知能をも身に着けるようになっていき、突如としてベジータ王率いるサイヤ人がツフル人を襲撃したことで戦争状態となり、ツフル人は対抗し続けるも絶滅させられた。その後、惑星プラントは惑星ベジータと名前を変え、ツフル人によるスカウターや戦闘服などの技術はサイヤ人のものとなった。
絶滅前に残された科学力で、サイヤ人殲滅兵器である怨念増幅装置ハッチヒャックや、ツフル王の遺伝子を移植した寄生生物ベビーを開発して宇宙に放った。
プレイディアソフト『ドラゴンボールZ真サイヤ人絶滅計画-宇宙編-』のオープニングでは、原始サイヤ人が乗ってきた謎の宇宙船が不時着した様子と、原始サイヤ人を受け入れる当時のツフル人が描かれており、Dr.ライチーは「命を助けてやった大恩を忘れ我らを滅ぼした、憎いサイヤ人ども」と語っている。ただしこの発言に対し、OVA『サイヤ人絶滅計画』においてベジータは「オレたちの祖先を奴隷代わりに扱き使いやがって」と主張しており、ゴーストライチーや、ツフル人の王の遺伝子から生まれたベビーの性格は温和とは言い難い。
惑星プラントこと惑星ベジータは、ツフル人がサイヤ人により絶滅させられたエイジ730頃から数年後のエイジ737にはフリーザによって消滅させられたが、Dr.ライチーやベビーがサイヤ人に対する恨みを語る際に、フリーザに対する言及はない。なお、過去の惑星プラントが登場した『ドラゴンボール エピソード オブ バーダック』では、ツフル人とは別の両生類を思わせる形状の種族が暮らしていた。
「ツフル」の由来はフルーツ（果物）をもじったもの。

## 主なツフル人
Dr.ライチー
声 - 小川真司（OVA『サイヤ人絶滅計画』、プレイディア『真サイヤ人絶滅計画』）、岩崎ひろし（ゲーム『レイジングブラスト2』）
OVA『サイヤ人絶滅計画』、ゲームでは『サイヤ人絶滅計画』、『真サイヤ人絶滅計画』、『レイジングブラスト2』に登場した「サイヤ人絶滅計画」の首謀者。高度な科学力を誇ったツフル人の中でも最高と言われた科学者。かつてサイヤ人を葬りさせるために、怨念増幅装置「ハッチヒャック」を発明した。サイヤ人を全滅させるためにはサイヤ人に殺されたツフル人の恨みの念波を集める時間が必要だったため、ハッチヒャックと共に惑星プラントから脱出をはかるが、脱出直前に大猿となったサイヤ人に殺される。ハッチヒャックを載せた宇宙船はDr.ライチーのインプットどおり、そのまま暗黒惑星内にある「宇宙の墓場」に到着し、怨念を増幅し進化させ続け、恨みの念波によりゴーストライチーが誕生する。その後、ゴーストライチーは地球へ襲来しサイヤ人全滅を目論むが、最後はベジータによって跡形もなく倒された。『ドラゴンボールヒーローズ』では戦士として参戦し、ヒーローズオリジナルムービーではドクター・ゲロやドクター・ミューなどのマッドサイエンティストたちと手を組む姿があった。

## ツフル人による発明
スカウター、戦闘服、宇宙船
鳥山明がアニメオリジナルエピソードのために用意したメモによれば、「スカウターなど」はサイヤ人に滅ぼされた惑星ベジータの先住民族であるツフル人が発明したものという設定。2014年の鳥山明のインタビューでは、スカウターはツフル人が発明したものにフリーザ軍の優秀な技師ギチャムが改造を施したと設定を追加。また、ギチャムは戦闘服や宇宙船も発明したと記載されている。
ベビー
声 - 沼田祐介
『ドラゴンボールGT』に登場した、ツフル人の王の遺伝子を移植した寄生型人工生命体。ベビーが造ったドクター・ミューや、ドクター・ミューによって造られたM2（マシンミュータント）と呼ばれる金属生命体も登場しており、惑星M2の工場では様々な型の科学者タイプ、ギルと同型のプロトタイプ、ギルに似た戦闘タイプやサーチャータイプが生産され、働いている。
デストロンガス
Dr.ライチーが発明した毒ガス。生命細胞を破壊する。悟空たちZ戦士でさえ数日で死にいたるほど強力。
ハッチヒャック
声 - 屋良有作（OVA『サイヤ人絶滅計画』）、石川英郎（プレイディア『真サイヤ人絶滅計画』、ゲーム『レイジングブラスト2』）
Dr.ライチーが発明した怨念増幅装置で、サイヤ人たちによる虐殺の最中、密かに完成させた対サイヤ人マシン。この装置を使うと、サイヤ人への恨みの念波を集め増幅し、ゴースト戦士を作り出すことができる。『サイヤ人絶滅計画』ではフリーザ、クウラ、ターレス、スラッグといった、かつての強敵たちがゴースト戦士として復活しており、彼らは悟空たちに倒された記憶も持っている。なお、OVAではゴースト戦士は一欠けら残さず吹き飛ばさないとパワーアップして復活する。
また、ゴーストライチーを倒すと人型の戦闘形態に変身可能になり、サイヤ人を滅ぼす意思を持ち襲ってくる。ファミリーコンピュータ版におけるゲームでの界王の説明によると、ハッチヒャックに吸い込まれたライチーの怨念エネルギーが膨大すぎたため暴走したことにより変身したとのこと。その強さはベジータのファイナルフラッシュが効かず、悟空、悟飯、ベジータ、トランクス、ピッコロの5人が束になってかかっても敵わぬほどであり、界王が「こんな気を見たことは無い。北の銀河は終わりかもしれん」、悟空が「確かにパワーはブロリーより上かもしれねえ」と語っている。リベンジャーカノンが必殺技。しかしリベンジャーカノン発射時15秒目にできる一瞬の隙を見破られ敗北する。なお、ハッチヒャックが倒されないと、ハッチヒャックの中の怨念はあの世へ行けない。